# Edward Falles Spence

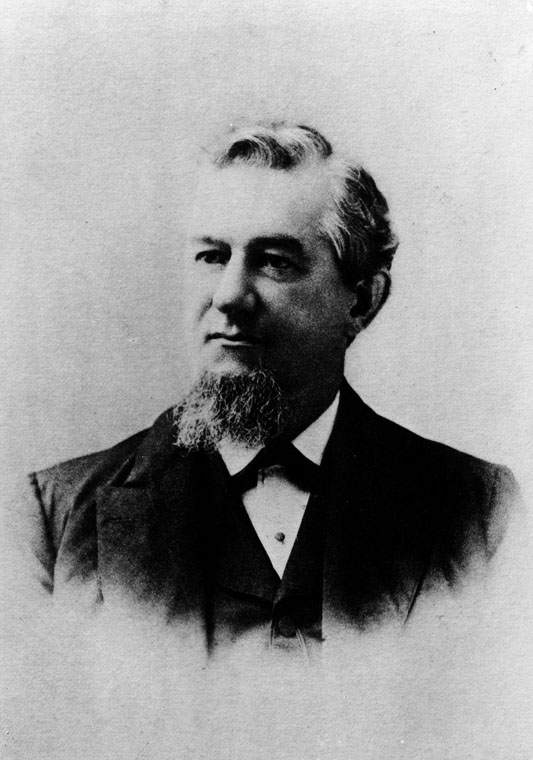
Edward F. Spence (1885)

Edward Falles Spence (* 22. Dezember 1832 in Enniskillen, County Fermanagh, Vereinigtes Königreich; † 19. September 1892 in Los Angeles, Kalifornien) war ein US-amerikanischer Politiker britischer Herkunft. Zwischen 1884 und 1886 war er Bürgermeister der Stadt Los Angeles.

## Werdegang
Edward Spence wurde in seiner Heimat von Privatlehrern unterrichtet. Er arbeitete als Junge in der Land- und Viehwirtschaft in dem Teil Irlands, der heute zu Nordirland gehört. Im Alter von 20 Jahren, also um das Jahr 1852, wanderte er in die Vereinigten Staaten aus, wo er zunächst für einige Monate auf einer Farm nahe Philadelphia arbeitete. Dann zog er über den Schiffs- und Landweg über Nicaragua nach Kalifornien. Er lebte für weitere 20 Jahre im nördlichen Teil dieses Staates und zeitweise auch im Gebiet des 1864 entstandenen Bundesstaates Nevada. In dieser Zeit war er im Bergbau tätig. Dann zog er nach  San José, wo er in das Apothekergeschäft einstieg. Später wurde er auch im Bankgewerbe tätig. Schließlich zog er nach Los Angeles. Dort wurde er Kassierer bei der Commercial Bank of Los Angeles, aus der dann die First National Bank of Los Angeles hervorging, deren Präsident Spence im Jahr 1881 wurde. Er war auch an anderen Banken beteiligt und gehörte zu den Gründern der Commercial Bank of San Diego. Außerdem erwarb er in einigen kalifornischen Städten Grundbesitz.
Politisch schloss sich Spence der Republikanischen Partei an. In den Jahren 1861 und 1862 saß er in der California State Assembly.  Danach war er noch vor seiner Zeit in Los Angeles Kämmerer im Nevada County. Von 1879 bis 1881 gehörte er dem Stadtrat von Los Angeles an. Im Jahr 1884 wurde er zum Bürgermeister dieser Stadt gewählt. Dieses Amt bekleidete er zwischen dem 9. Dezember 1884 und dem 14. Dezember 1886. In dieser Zeit wurden sowohl die Polizei als auch die Feuerwehr der Stadt reformiert. Außerdem wurde die Infrastruktur verbessert. Der erste volle Güterzug mit Orangen aus Kalifornien wurde in den Osten verschickt und die Santa Fe Railroad brach das Monopol der Southern Pacific Railroad, was die Transportpreise senkte und den Handel, von dem auch Los Angeles profitierte, förderte. Das führte zu einem allgemeinen Wirtschaftsaufschwung in Kalifornien.
Spence zählte auch zu den Gründern der University of Southern California, deren Vorstand er für einige Zeit angehörte. Ein Plan von Spence sah die Errichtung eines Teleskops auf dem Gipfel des Mount Wilson vor. Er starb aber, bevor das Projekt realisiert werden konnte. Die entsprechenden Pläne wurden danach fallengelassen. Edward Spence starb am 19. September 1892 in Los Angeles.